# Холлидей, Маркус
Маркус Холлидей (англ. Markus Halliday; род. 1937) — английский биатлонист, участник зимних Олимпийских игр 1968 года.

## Карьера
Первым крупным международным соревнованием в его карьере стал чемпионат мира 1966 года в немецком Гармиш-Партенкирхене, где он занял 43-е место в индивидуальной гонке.
Маркус участвовал в Олимпийских играх 1968 года во французском Гренобле, где в индивидуальной гонке финишировал последним из участников – 59-м. Вместе с Аланом Нотли, Фредериком Эндрю и Питером Тэнкоком стал 12-м во впервые проводимой в рамках Олимпийских игр эстафете.

### Участие в Чемпионатах мира
| Год  | Место проведения       | Инд | Эст |
| 1966 | ЧМ Гармиш-Партенкирхен | 43  | —   |

### Участие в Олимпийских играх
| Год  | Место проведения | Инд | Эст |
| 1968 | Гренобль         | 59  | 12  |